# Denis Duverne
Pour les articles homonymes, voir Duverne.
Denis Duverne, né le 31 octobre 1953, est un dirigeant d’entreprise français. 
Président du Conseil d’Administration du groupe AXA depuis 2016 et président du Conseil de surveillance de la Fondation pour la Recherche Médicale depuis 2017, il est notamment connu pour son activité dans le domaine de la philanthropie.

## Carrière
Denis Duverne est né le 31 octobre 1953 à Lyon,. Il est diplômé d’HEC Paris en 1974 et de l’ENA (promotion Michel de l’Hospital, 1977-1979),.
Denis Duverne commence sa carrière en 1979 au Ministère des finances, en tant que responsable à la Direction générale des Impôts.
De 1984 à 1986, il est conseiller commercial au Consulat Général de France à New York.
En 1986, il prend la responsabilité de la fiscalité des sociétés puis de la fiscalité indirecte au service de la Législation Fiscale au sein de la Direction Générale des Finances Publiques.
En 1991, il devient secrétaire général de la Compagnie financière IBI.
De 1992 à 1995, Denis Duverne devient membre du comité exécutif de la Banque Colbert, chargé des opérations.

### Au sein d'AXA
Denis Duverne rejoint le groupe AXA en 1995 au poste de directeur international chargé des activités américaines et britanniques du groupe. Par la suite, il est également chargé de la restructuration d’AXA en Belgique et au Royaume-Uni, après le rapprochement entre AXA et UAP.
Superviseur des opérations financières du groupe depuis 2000, il a contribué à l’amélioration de la rentabilité et la stabilisation de la situation financière d’AXA, selon l'Argus de l'Assurance.
En 2003, il devient membre du Directoire d’AXA, chargé des finances, du contrôle et de la stratégie, poste qu’il conserve jusqu’en 2009. Il pilote notamment l’intégration de Winterthur, une acquisition d'environ 8 milliards d’euros.
En avril 2010, il devient administrateur et directeur général délégué d’AXA, chargé des finances, de la stratégie et des opérations.
Le 1er septembre 2016, il est nommé président du conseil d’administration d’AXA, en même temps que Thomas Buberl est nommé directeur général, les fonctions de président et de directeur général du groupe étant séparées au départ d’Henri de Castries,. Pour AXA, un des objectifs de cette nomination est de mettre à profit son expérience en France et à l’étranger dans la relation avec les régulateurs.
Son mandat de président du conseil d’administration est renouvelé en 2018.
Il quitte la direction de l'entreprise en 2023. Sa retraite-chapeau s'élève à 750 000 euros par an. Il touche également  2,5 millions de dividendes (2021).

### Autres activités au sein du secteur de l'assurance
De 2007 à 2009, il est président du Europe Insurance CFO Forum, organisation qui réunit les directeurs financiers des grandes entreprises d’assurance (organisation créée en 2002 pour accroître la transparence du reporting financier des assureurs).
Depuis septembre 2018, il est président de l’Insurance Development Forum, organisation créée dans le cadre de la Cop 21 sous l’égide de la Banque Mondiale et de l’ONU, qui a pour rôle de renforcer l’utilisation de l’assurance en situation de catastrophes naturelles afin de protéger les populations et les différents acteurs impliqués.
Denis Duverne est également Vice-Président de l’European Financial Services Round Table (EFR).

### Activités philanthropiques et d'intérêt général
En 2014, il rejoint le Private Sector Advisory Group, une instance de conseil cofondée par l’OCDE et la Banque Mondiale pour améliorer la gouvernance d’entreprise dans les pays en développement. 
Il est administrateur de la Chaîne de l'espoir depuis 2014.
En 2017, il est nommé président du conseil de surveillance de la Fondation pour la Recherche Médicale.
En décembre 2018, il lance, avec Serge Weinberg, l’initiative « Changer par le don », inspirée par le Giving Pledge de Warren Buffet et Bill Gates, pour encourager les plus aisés à donner au moins 10% de leurs revenus ou de leur patrimoine à des œuvres philanthropiques,,,.
En décembre 2020, il devient président du conseil d'administration de Saint Jean de Passy, un établissement d'enseignement privé catholique sous contrat.

## Prix et distinctions
- Chevalier de la Légion d'honneur[5]
- Chevalier de l'Ordre National du Mérite[5]